# Listă de scriitori mauritieni
Aceasta este o listă de scriitori mauritieni.
- Richard Sedley Assonne (1961– )[1]
- Thomi Pitot de la Beaujardière (n. 1779)[2]
- Lilian Berthelot, poet.[3]
- Jean Blaize (1860–1937)[4]
- Marcel Cabon (1912–1972)[5]
- Charles Castellan (1812–1851)[6]
- Raymond Chasle (1930–1996)[7]
- Malcolm de Chazal (1902–1981)
- François Chrestien (1767–1846)[8]
- Lindsey Collen (1948– )
- Carl de Souza (1949– )[9]
- Ananda Devi (1957– )[10]
- Maurice Duverge (1849–1891)[11]
- Jacques Edouard (1964– )[12]
- Jean Fanchette (1932–1992)[13]
- Charles Gueuvin (1834–1905)[14]
- Robert-Edward Hart (1891–1954)[15]
- Stefan Hart De Keating (1971– )[16]
- J. M. G. Le Clézio (1940– )
- Léoville L'Homme (1857–1928)[17]
- Yusuf Kadel (1970– )[18]
- Raymonde de Kervern (1899–1973)[19]
- Félicien Mallefille (1813–1868)
- Edouard Maunick (1931– )
- Jean-Georges Prosper (1933– ), poet.[20]
- Camille de Rauville (1910– )[21]
- Pierre Renaud (1921–1976)[22]
- Amal Sewtohul (1971– )[23]
- Khal Torabully (1956– )
- Paul-Jean Toulet (1867–1920)
- Abhimanyu Unnuth (1937– )[24]
- Dev Virahsawmy (1942– )
- Nathacha Appanah (1973– )
- Sabah Carrim (1982– )
- Dhishna Radhay[25] (1982– )